# Бабаївська волость
Бабаївська волость — історична адміністративно-територіальна одиниця Харківського повіту Харківської губернії із центром у селі Бабаї.
Станом на 1885 рік складалася з 7 поселень, 6 сільських громад. Населення — 3842 особи (1858 чоловічої статі та 1984 — жіночої), 741 дворове господарство.
|                     | Площа, десятин | У тому числі орної, дес. |
| ------------------- | -------------- | ------------------------ |
| Сільських громад    | 2872           | 2551                     |
| Приватної власності | 4451           | 591                      |
| Іншої власності     | 33             | —                        |
| Загалом             | 7356           | 3142                     |

Основні поселення волості станом на 1885:
- Бабаї — колишнє власницьке село при річці Удай за 13 верст від повітового міста, 1116 осіб, 202 двори, православна церква, школа, лавка, винокурний завод, паровий млин. За версту — залізнична станція Карачева.
- Олександрівка — колишнє власницьке село, 139 осіб, 29 дворів, винокурний завод, паровий млин.
- Лідне — колишнє власницьке село, 730 осіб, 153 двори.
- Пилипове — колишнє власницьке село при річках Удай і Лопань, 723 особи, 153 двори, православна церква, школа, лавка, 2 постоялих двори.
- Яковлівка — колишнє власницьке село, 700 осіб, 126 дворів.

Найбільші поселення волості станом на 1914 рік:
- село Бабаї — 3370 мешканців.
- село Пилипове — 1230 мешканців.
- село Лідне — 2100 мешканців.

Обов'язки старшини волості виконував Панченко Тарас Якович, волосним писарем був Крахмаль Микола Павлович, головою волосного суду — Яструб Василь Омелянович.